# IPod Mini
iPod Mini (được cách điệu thành iPod mini) là một thiết bị chơi nhạc số do Apple Inc. thiết kế và đưa ra thị trường. Khi nó được bán ra, đây là mô hình tầm trung trong dòng sản phẩm iPod của Apple. iPod Mini đã được công bố vào ngày 6 tháng 1 năm 2004 và phát hành vào ngày 20 tháng 2 cùng năm. Phiên bản thế hệ thứ hai đã được công bố vào ngày 23 tháng 2 năm 2005 và được phát hành ngay.  Khi nó đang trong quá trình sản xuất, nó đã là một trong những sản phẩm điện tử phổ biến nhất trên thị trường, với người tiêu dùng thường không thể tìm thấy một nhà bán lẻ với các sản phẩm này có sẵn trong kho.  IPod Mini đã bị ngưng sản xuất vào ngày 7 tháng 9 năm 2005 và được iPod Nano thay thế.